# Jonas Selberg Augustsén
Nils Jonas Selberg Augustsén, född 31 maj 1974 i Bodens kommun, Norrbotten, död 30 juli 2024 i Luleå, Norrbotten, var en svensk manusförfattare och filmregissör. 

## Biografi

### Karriär
År 2007 tilldelades Augustsén Bo Widerberg-stipendiet för att han "på sitt alldeles egna sätt lever upp till Widerbergs motto 'Liv till varje pris'". Långfilmsdokumentären Trädälskaren distribuerades av Folkets Bio under hösten 2008 och visades sedan på Sveriges Television sommaren 2009. Filmen har därefter visats på filmfestivaler i bland annat Kanada, Japan, Argentina, Mexico, Finland och Tyskland. Trädälskaren har varit en direkt inspiration för det prisbelönta hotellprojektet Treehotel i Harads, som fått uppmärksamhet över hela världen.

#### Filmer på minoritetsspråk
Selberg Augustsén ville göra en filmsvit om sammanlagt fem filmer på vart och ett av Sveriges fem nationella minoritetsspråk. De nationella minoritetsspråken är finska, jiddisch, meänkieli, romani och samiska.
Den första filmen i projektet var novellfilmen Höstmannen från 2010, som även vann novellfilmspriset på Göteborgs filmfestival samma år. I Höstmannen är det talade språket meänkieli. Filmen har därefter vunnit en rad priser på utländska filmfestivaler, bland annat i Melbourne, Locarno, Warszawa, Tallinn och Murmansk. 
Den andra filmen på minoritetsspråk blev kortfilmen Myrlandet som hade premiär på Göteborgs Filmfestival 2011 och visades våren 2011 i Folkets Bios regi. Det talade språket i den filmen är samiska.
Filmen Sophelikoptern från 2015 blev den tredje filmen på minoritetsspråk. I den talades romani.
Den fjärde filmen på minoritetsspråk blev Den längsta dagen från 2020. I den talas finska.

### Privatliv
Selberg Augustsén avled efter en kortare tids sjukdom den 30 juli 2024.

## Filmografi (i urval)
- 2008 – Trädälskaren
- 2010 – Höstmannen
- 2011 – Myrlandet
- 2015 – Sophelikoptern[11]
- 2020 – Den längsta dagen